# Nikołaj Komarow (1886–1937)
Nikołaj Pawłowicz Komarow, właśc. Fiodor Jewgienijewicz Sobinow, ros. Никола́й Па́влович Комаро́в (Фёдор Евге́ньевич Со́бинов), ur. 11 grudnia?/23 grudnia 1886 we wsi Borykowo w guberni twerskiej, zm. 27 listopada 1937 w Moskwie) – radziecki polityk.

## Życiorys
W 1909 wstąpił do SDPRR, bolszewik, od marca 1917 członek rejonowego komitetu SDPRR(b) w Piotrogrodzie, przewodniczący komitetu fabrycznego, od czerwca 1917 I towarzysz przewodniczącego rejonowej dumy w Piotrogrodzie, członek Rady Piotrogrodzkiej i Piotrogrodzkiego Komitetu SDPRR(b). Od listopada 1917 ponownie przewodniczący komitetu fabrycznego, przewodniczący Trybunału Rewolucyjnego, na przełomie lutego i marca 1918 członek Komitetu Rewolucyjnej Obrony Piotrogrodu, od czerwca 1918 w Armii Czerwonej, do stycznia 1919 kierownik Wydziału Handlu Zagranicznego Sownarchozu Rejonu Północnego, od stycznia 1919 do września 1920 szef Wydziału Specjalnego i Sekcji Tajno-Operacyjnej Piotrogrodzkiej Gubernialnej Czeki. Od 1 września 1920 do 14 kwietnia 1921 przewodniczący piotrogrodzkiej gubernialnej Czeki, szef Oddziału Specjalnego Czeki Ochrony Fińskiej Granicy, od 16 marca 1921 do 27 marca 1922 członek KC RKP(b), od 21 marca do 8 sierpnia 1921 członek Biura Organizacyjnego KC RKP(b), w latach 1921-1925 sekretarz Komitetu Wykonawczego Piotrogrodzkiej Rady Gubernialnej, od 2 kwietnia 1922 do 17 kwietnia 1923 zastępca członka KC RKP(b). Od kwietnia 1922 do lutego 1927 członek Północno-Zachodniego Biura KC RKP(b)/WKP(b), od 25 kwietnia 1923 do 26 stycznia 1934 członek KC RKP(b)/WKP(b), od 3 listopada do 10 grudnia 1925 sekretarz Północno-Zachodniego Biura KC RKP(b)/WKP(b), od listopada 1925 do lutego 1927 członek Sekretariatu Leningradzkiego Gubernialnego Komitetu WKP(b). Od 26 marca 1926 do października 1927 i ponownie od listopada 1927 do 10 stycznia 1930 przewodniczący Komitetu Wykonawczego Leningradzkiej Rady Gubernialnej, w 1930 członek Prezydium Najwyższej Rady Gospodarki Narodowej ZSRR, przewodniczący Sojuzstroja. Od 20 lipca 1931 do 1937 ludowy komisarz gospodarki komunalnej RFSRR, w latach 1931-1937 zastępca przewodniczącego Wszechzwiązkowej Rady Gospodarki Miejskiej, od 10 lutego 1934 do 25 czerwca 1937 zastępca członka KC WKP(b).
11 czerwca 1937 aresztowany, 27 listopada 1937 skazany na śmierć i rozstrzelany, pochowany na cmentarzu Dońskim w Moskwie. 17 marca 1956 pośmiertnie zrehabilitowany.